# Stylet cristallin

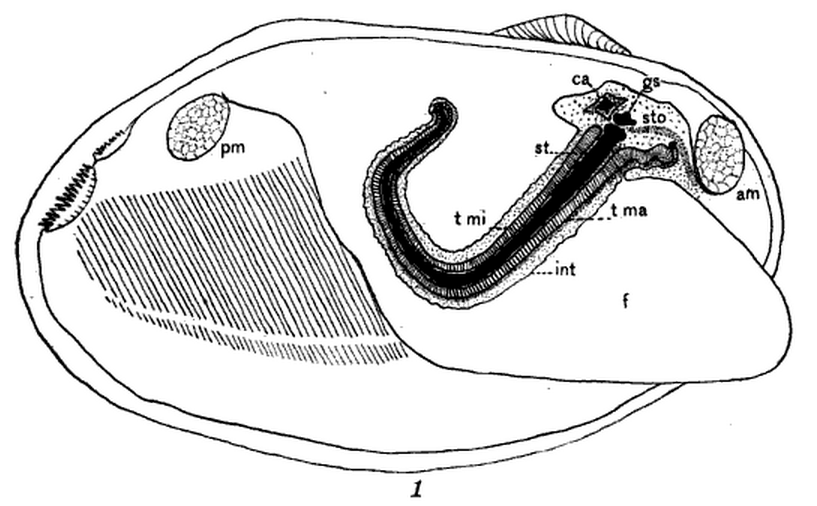
Moule du genre Anodonta dont le stylet cristallin (st) est représenté en noir.

Le stylet cristallin est une sorte de tige gélatineuse constituée de glycoprotéines située dans l'estomac de la plupart des bivalves et de certains gastéropodes. Il participe au mélange du contenu stomacal et à la sécrétion d'enzymes facilitant la digestion. Quand ils sont sujets à la famine ou à la dessiccation, les bivalves peuvent digérer leur propre stylet pour subvenir à leurs besoins